# NGC 407
NGC 407 (другие обозначения — UGC 730, MCG 5-3-77, ZWG 501.115, CGCG 501-115, PGC 4190) — линзовидная спиральная галактика (S0а) в созвездии Рыбы на расстоянии примерно в 256 млн с. л. (78,4 Мпк) от Млечного Пути и имеет диаметр около 135 000 с. л.
Этот объект входит в число перечисленных в оригинальной редакции «Нового общего каталога».
В той же области неба находятся галактики NGC 410, NGC 414, IC 1636, IC 1638.

## Описание

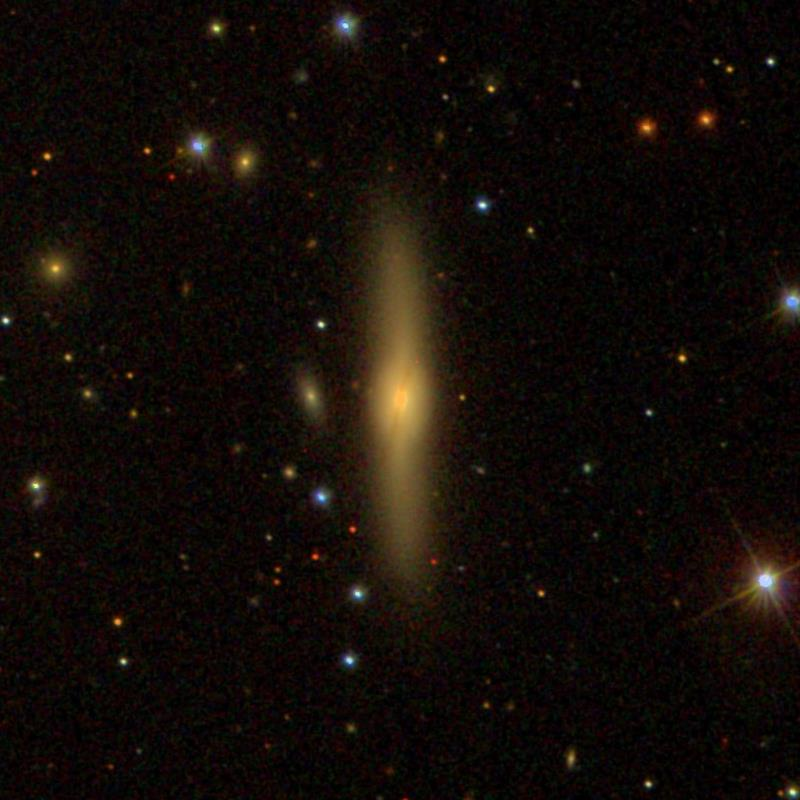
NGC 407 (SDSS)

Этот астрономический объект представляет собой спиральную галактику, который был описан Джоном Дрейером как «очень тусклый, очень маленький, к юго-западу от 2», другой — NGC 410.
По оценкам, расстояние до Млечного Пути 256 млн с. л. (78,4 млн Мпк), диаметр около 135 000 с. л.
Радиальная скорость галактики NGC 407 составляет 5565 км/с. Радиус — 67 500 св. лет.
Согласно морфологической классификации галактик Хаббла и де Вокулёра, NGC 407 относится к типу S0. Видимый звёздный свет невооружённым глазом составляет 13,5 мА, в диапазоне от минимальной до максимальной частоты — 14,7 мА, а поверхностная яркость — 13,0 mag/arcmin2. NGC 407 имеет видимые размеры 1,8" х 0,4".
По состоянию на стандартную эпоху J2000.0 прямое восхождение составляет 01ч 10м 36,5с, склонение — +33° 07′ 31″. Положение объекта составляет 0°.

## Наблюдение
Для галактики NGC 407 в диапазоне электромагнитного спектра «B» (длина волны 445 нм, соответствует синему цвету) фотометрическая величина составляет 14,28 и поскольку она расположена к северу от небесного экватора, то её легче увидеть из северного полушария в телескоп с апертурой 350 мм (14 дюймов) и более.
В Атласе GALEX множество галактик с различным соотношением осей вращения и диаметром D25. Когда галактики тускнеют, разница в соотношении осей может достигать девяти раз, что приводит к разным кривым роста и разным звёздным величинам. Так, например, отношение осей NGC 407, предоставленное HyperLeda, составляет 6,9, в то время как GALEX Atlas даёт 4,3.

## Обнаружение и исследования
Этот астрономический объект, входящий в число перечисленных в оригинальной редакции «Нового общего каталога», впервые был открыт немецко-британским астрономом Уильямом Гершелем и записан как NGC 407 = H II-219 вместе с NGC 410 = II-220 12 сентября 1784 года с помощью телескопа зеркального типа диаметром 47,5 см (18,7 дюйма). Гершель описал оба объекта (NGC 407 и NGC 410) как «Два, eF и vS. Следующая [NGC 410] самая большая» и указал среднее положение между двумя галактиками. Позже, 22 августа 1862 года объект обнаружил Генрих Д’Арре, а 25 октября 1867 года его наблюдал Германом Шульцем, он измерил точное микрометрическое положение и записал ближайшую звезду как «новую» (NGC 408). Спустя 21 год, 2 октября 1883 года в Марсельской обсерватории объект независимо обнаружил Эдуар Стефан и опубликовал его точное положение.
Объект NGC 407 был изучен рядом исследователей и поэтому включён в другие известные каталоги в соответствии с различными критериями классификации. Таким образом, объект отмечен в Каталоге основных галактик (PGC) под номером 4190. В Атласе звёздного неба эпохи 2000.0, Уранометрия 2000.0, объект принадлежит группе, обозначенной под номером 91; в то время как в Морфологическом каталоге галактик (MCG) он находится под номером 5-3-77, в Уппсальском каталоге галактик (UGC) он сгруппирован под номером 730, в Каталоге Цвикки (CGCG) — 501-115, в каталоге ZWG — 501.115.
В электронной базе данных VizieR астрономических объектов галактика NGC 407 записана под номером 2MASX J01103658+3307351.
Объект также был замечен в ходе фотографического исследования, проведённого Паломарской обсерваторией в 1958 году, где он упоминается в группе под номером 601.

## Ближайшие объекты NGC/IC
Этот список содержит десять ближайших объектов NGC/IC на основании евклидова расстояния.
| Имя     | Расстояние от NGC 407 (угловые минуты) | Прямое восхождение (J2000) | Склонение (J2000) | Тип                          |
| ------- | -------------------------------------- | -------------------------- | ----------------- | ---------------------------- |
| NGC 408 | 0,07                                   | 1ч 10м 51,0с               | +33° 9′ 8″        | Звезда (*)                   |
| NGC 410 | 0,10                                   | 1ч 10м 58,8с               | +33° 9′ 9″        | Эллиптическая галактика (cD) |
| NGC 414 | 0,17                                   | 1ч 11м 17,6с               | +33° 6′ 49″       | Спиральная галактика (S0)    |
| IC 1636 | 0,34                                   | 1ч 11м 37,3с               | +33° 21′ 18″      | Спиральная галактика (S0)    |
| NGC 402 | 0,47                                   | 1ч 9м 13,4с                | +32° 48′ 21″      | Звезда (*)                   |
| IC 1638 | 0,50                                   | 1ч 12м 21,7с               | +33° 21′ 54″      | Спиральная галактика (S0)    |
| NGC 403 | 0,51                                   | 1ч 9м 14,2с                | +32° 45′ 6″       | Спиральная галактика (S0a)   |
| NGC 397 | 0,52                                   | 1ч 8м 31,0с                | +33° 6′ 35″       | Эллиптическая галактика (E?) |
| NGC 401 | 0,52                                   | 1ч 9м 7,7с                 | +32° 45′ 36″      | Звезда (*)                   |
| NGC 394 | 0,54                                   | 1ч 8м 26,1с                | +33° 8′ 52″       | Спиральная галактика (S0)    |